# Joseph Mihelič
Joseph Mihelič (tudi Mihelic), slovenski teolog, filozof in nabožni pisatelj, * 14. marec 1902, Ely, Minnesota, ZDA, † 7. maj 1989, Dubuque, Iowa, ZDA.
Mihelič se je rodil v ZDA in se leta 1904 s starši vrnil v Ribnico. Obiskoval je gimnazijo v Ljubljani iz katere pa so ga zaradi političnih stališč že v prvem polletju izključili. Nato je živel na Dunaju in se tam izučil za pletilca žice, 1920 pa se je izselil v ZDA. Sprva je delal v tovarni in trgovini in se ves čas izobraževal ob delu. Leta 1932 je končal filozofsko-prirodoslovni kolidž v Dubuqueu ter 1938 na čikaški univerzi diplomiral iz teologije in 1941 doktoriral iz filozofije.
Mihelič je bil od leta 1944 do 1970 profesor za staro zavezo in stare bližnjevzhodne jezike na univerzi v Dubuque. Raziskoval je Primoža Trubarja in Jurija Dalmatina in njegov prevod Biblije. Med letoma 1931 in 1933 je v clevelandskem izseljeniškem tedniku Nova doba izhajal njegov angleški prevod Jurčičevega Desetega brata. Strokovne in znanstveno-teološke članke ter razprave je objavljal v ameriških revijah in zbornikih, pisal pa je tudi članke za leksikone in enciklopedije.